# Göktürk-2
Göktürk-2 — турецкий космический спутник наблюдения и разведки, разработан Советом по научным и технологическим исследованиям Турции (TÜBİTAK) и изготовлен Научно-исследовательским институтом космических технологий TÜBİTAK (TÜBİTAK UZAY) и Турецкой авиационно-космической промышленностью (TUSAŞ) для нужд Вооружённых сил Турции.

## Общие сведения
Гёктюрк-2 был запущен c космодрома Сичан-4 (Китай) с помощью космической ракеты-носителя Чанчжэн-2D 18 декабря 2012 года.
Оснащён современной передовой технологией, разработанной Турцией, и рядом новых усовершенствований для обеспечения улучшенных изображений высокого разрешения. Спутник размещён на низкой околоземной орбите 686 км..
Гёктюрк-2 создан с использованием 80 % турецких технологии и 100 % турецкого программного обеспечения. Спутник передаёт на Землю изображения высокого разрешения с разрешением 2,5 м в панхроматическом режиме, 10 м в мультиспектральном и 20 м в диапазоне SWIR. Это второй национальный спутник Турции после RASAT, который был запущен из России 17 августа того же года.
Профессор Рахми Гючлю из Технического университета Йылдыз в Стамбуле, назначенный правительством Турции для аудита и подготовки отчётов по программе Гёктюрк-2, заявил, что снимки, сделанные спутником Göktürk-2, могут использоваться для идентификации даже отдельных лиц, благодаря современным программным фильтрам, которые они разработали. Турецкая армия уже начало использовать технологию для получения разведывательных данных о военных операциях в соседних с Турцией странах.
В дополнение к своей основной военной разведывательной миссии, Гёктюрк-2 будет выполнять исследования в области картографирования, геодезии, геологии, мониторинга экосистем, управления стихийными бедствиями, контроля окружающей среды, управления прибрежной зоной и водных ресурсов.
Спутник является частью семейства спутников наблюдения Земли Гёктюрк, которые Турция разрабатывает для увеличения своих разведывательных возможностей.